# Abgeordnetenhaus des Parlaments der Tschechischen Republik
Das Abgeordnetenhaus des Parlaments der Tschechischen Republik (tschechisch Poslanecká sněmovna Parlamentu České republiky, abgekürzt PS PČR) ist das Unterhaus des tschechischen Parlaments.

## Genese
Das Abgeordnetenhaus wurde zum 1. Januar 1993 mit der Verfassung aus dem Jahre 1992 als untere Kammer des Parlaments mit 200 Abgeordneten geschaffen. Es entstand durch Umbenennung aus dem Tschechischen Nationalrat und steht in der Tradition des Abgeordnetenhauses der Tschechoslowakei bis 1939.
Bis 1996 war das Abgeordnetenhaus de facto ein Einkammernparlament, da die Einrichtung des von der Verfassung vorgesehenen Senates erst vom Abgeordnetenhaus vollzogen werden musste. Debatten über die Sinnhaftigkeit sowie die Tatsache, dass das Abgeordnetenhaus bis zur Einrichtung des Senates unauflösbar war, verzögerten dies, so dass erst 1996 die ersten Wahlen zum Senat stattfanden.
Insbesondere in außenpolitischen Fragen spielt das Abgeordnetenhaus in den ersten Jahren nur eine geringe Rolle, da es durch die Aufwertung vom Regional- zum Nationalparlament nicht mit entsprechenden Fachleuten besetzt war. Die mit der verkürzten Wahlperiode und der Teilung des Staates verbundene Unsicherheit sowie mangelnde Ausstattung schwächten die Arbeit der Parlamentarier zusätzlich.

## Aufgaben

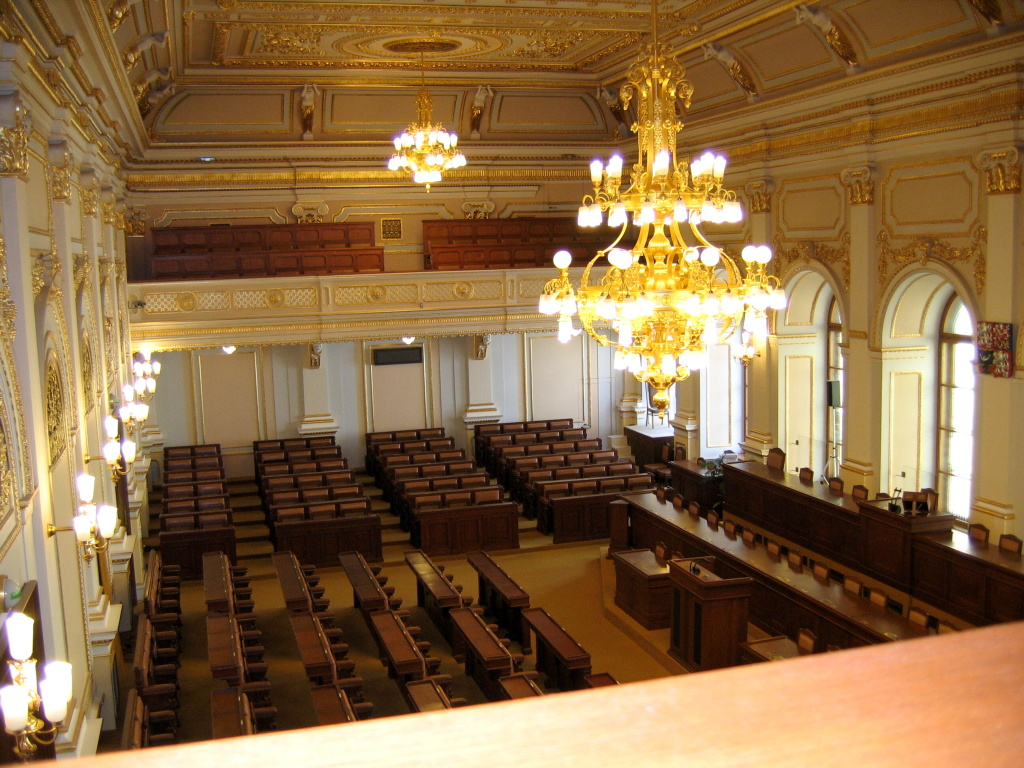
Sitzungssaal

Aufgabe des Parlaments ist in erster Linie die Kontrolle der Regierung und die Verabschiedung von Gesetzen. Die Abgeordneten besitzen selbst ein gesetzgeberisches Initiativrecht (kein ausschließliches). Gesetze werden zuerst vom Abgeordnetenhaus verabschiedet. Danach wird der Gesetzesentwurf dem Senat vorgelegt. Bezieht der Senat negativ Stellung, kann er vom Abgeordnetenhaus mit der absoluten Mehrheit aller Abgeordneten überstimmt werden. Nur in besonders wichtigen Situationen wird die Zustimmung beider Kammern benötigt. In diesen Bereich gehören insbesondere die Verabschiedung von Verfassungsgesetzen, des Wahlgesetzes, die Wahl des Präsidenten, Ausrufung des Kriegszustands oder die Entsendung von Truppen ins Ausland. Auch bei manchen internationalen Verträgen ist eine Zustimmung des Parlaments erforderlich. Des Weiteren verkündet das Parlament den Kriegszustand im Falle eines gegnerischen Angriffs oder wenn internationale militärische Bündnisverpflichtungen erfüllt werden müssen.
Das Abgeordnetenhaus siedelt in drei Blöcken von Häusern und Palästen auf der Prager Kleinseite. Das Hauptgebäude, in dem die Sitzungen stattfinden, ist das Palais Thun, wo bereits der Böhmische Landtag tagte.

## Wahl
Das Abgeordnetenhaus wird in einem Verhältniswahlverfahren gewählt. Die politischen Parteien stellen in den Wahlkreisen (die mit den Gebieten der 14 Regionen übereinstimmen) Kandidatenlisten auf. Es gibt eine Sperrklausel von 5 %. Die Stimmen werden nach dem D’Hondt-Verfahren in Mandate umgerechnet. Der Wähler kann zwei Kandidaten eine Präferenzstimme erteilen. Das Mindestalter der Kandidaten ist 21 Jahre. Die Legislaturperiode beträgt 4 Jahre.
Die letzten Parlamentswahlen fanden am 8. und 9. Oktober 2021 statt.

## Zusammensetzung

### Aktuell
Das aus 200 Mandatsträgern bestehende Abgeordnetenhaus setzt sich aktuell wie folgt zusammen:
| Logo | Logo   | Partei | Ausrichtung                       | Vorsitzender             | Sitze |
| ---- | ------ | --- | --------------------------------- | ------------------------ | ----- |
|      |        | ANO 2011 (ANO) Aktion unzufriedener Bürger | populistisch / liberal            | Andrej Babiš             | 72    |
|      |        | Občanská demokratická strana (ODS) Demokratische Bürgerpartei                                                                                 | liberalkonservativ                | Petr Fiala               | 34    |
|      |        | Starostové a nezávislí (STAN) Bürgermeister und Unabhängige                                                                                   | liberalkonservativ                | Vít Rakušan              | 33    |
|      |        | Křesťanská a demokratická unie – Československá strana lidová (KDU-ČSL) Christliche und Demokratische Union – Tschechoslowakische Volkspartei | christdemokratisch                | Marian Jurečka           | 23    |
|      |        | Svoboda a přímá demokracie – Tomio Okamura (SPD) Freiheit und direkte Demokratie                                                              | rechtspopulistisch / rechtsextrem | Tomio Okamura            | 20    |
|      |        | TOP 09 Tradition, Verantwortung, Wohlstand | liberalkonservativ                | Markéta Pekarová Adamová | 14    |
|      |        | Česká pirátská strana (Piráti) Piratenpartei                                                                                                  | Piratenpartei                     | Ivan Bartoš              | 4     |
|      | Gesamt | Gesamt | Gesamt                            | Gesamt                   | 200   |

### Geschichte

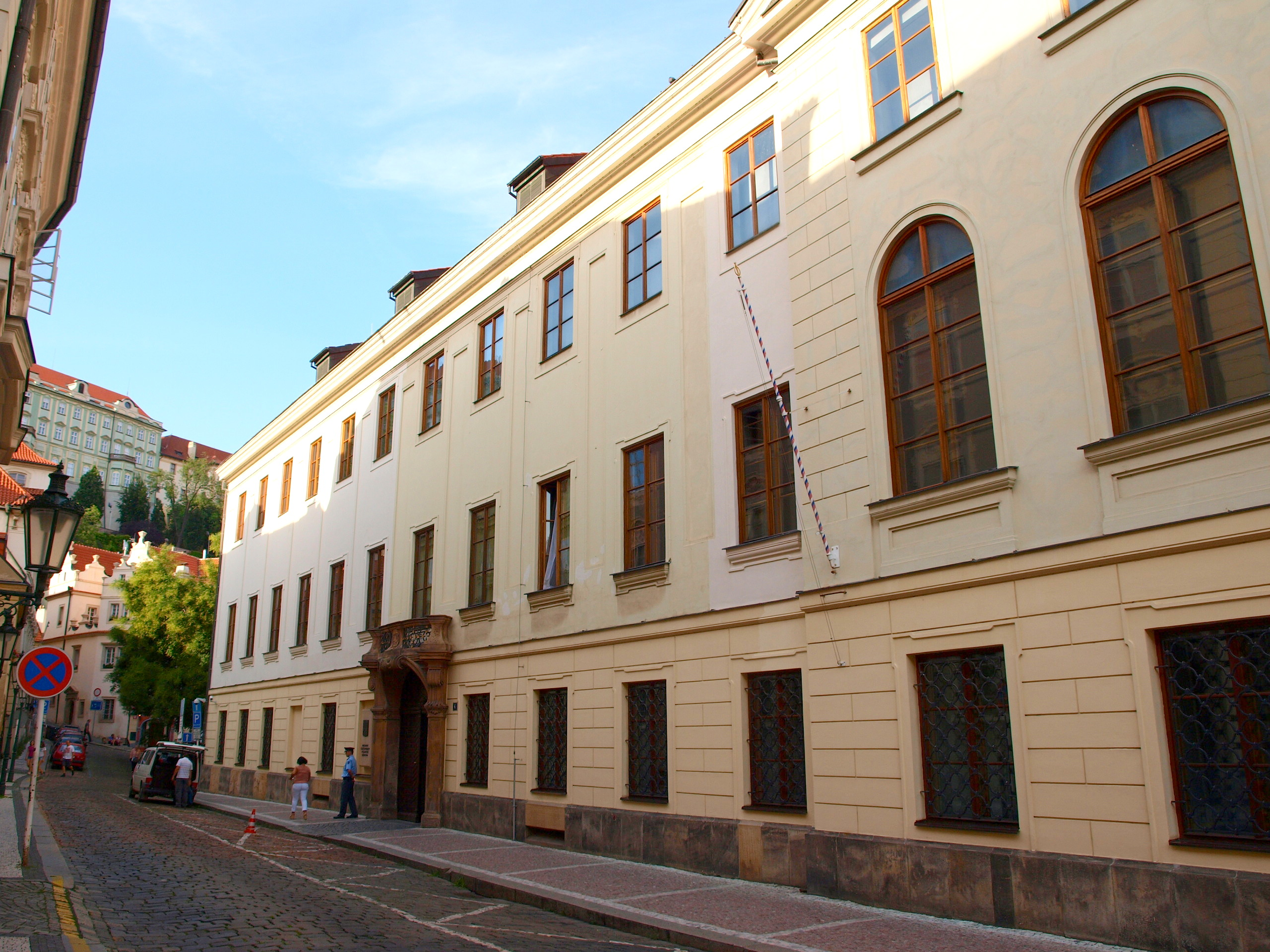
Palais Thun, Sitz des Abgeordnetenhauses

In Tschechien hat sich ein Mehrparteiensystem etabliert. Bis 2010 hatten die liberal-konservative Občanská demokratická strana (ODS) und die sozialdemokratische Česká strana sociálně demokratická (ČSSD) eine dominante Stellung. Eine Besonderheit des tschechischen Parteienspektrums ist im Vergleich mit anderen ostmitteleuropäischen Staaten die Existenz einer starken kommunistischen Partei, der KSČM. Anders als in anderen ehemaligen Satellitenstaaten der Sowjetunion wurde diese nicht zu einer sozialdemokratischen Partei transformiert oder durch eine solche ersetzt, sondern besteht neben der Tschechischen Sozialdemokratischen Partei als parlamentarisch repräsentierte Partei weiter. Grund sind die „Säuberungen“ nach dem Prager Frühling, durch welche progressive und reformorientierte Kräfte aus der Kommunistischen Partei der Tschechoslowakei entfernt wurden. Da die KSČM als koalitionsunfähig gilt, gleichzeitig aber beständig zwischen 22 und 41 Sitze im Abgeordnetenhaus innehatte, führte dies zu einer gespaltenen Opposition von Kommunisten und Sozialdemokraten, die nicht in der Lage war, eine klare Alternative zum konservativ-liberalen Lager zu bilden. Diese Situation führte auch zu beständigen Flügelkämpfen innerhalb der ČSSD und zu einem teils aggressiven Politikstil dieser Partei. Verschärft wird diese Situation durch die häufig sehr knappen Mehrheitsverhältnisse zwischen dem linken und dem rechten Parteienspektrum, was einer der Gründe für die häufige Instabilität der tschechischen Regierungen ist. Eine Folge dieser Situation war der sogenannte Oppositionsvertrag zwischen ODS und ČSSD von 1998 bis 2002. Eine weitere seit Beginn etablierte Partei ist die christlich-demokratische Volkspartei KDU-ČSL, die jedoch mittlerweile den Status einer Kleinpartei hat.
Bei den Abgeordnetenhauswahlen 2010 konnte die konservative Neugründung TOP 09 auf Anhieb über 16 Prozent erreichen, verlor aber bei den folgenden Wahlen an Stärke. Mit den Wahlen 2013 begann der Aufstieg der Protestpartei ANO, außerdem zog die rechtspopulistische Partei Úsvit ein. 2017 gewann ANO mit großem Abstand die Wahlen. Die Piraten, die Bürgermeisterpartei STAN und die Úsvit-Abspaltung SPD zogen erstmals in die Abgeordnetenkammer ein. Das Ergebnis war ein auf neun Parlamentsparteien zersplittertes politisches Spektrum, das neben der dominanten ANO acht Parteien zwischen 12 und 5 Prozent umfasste. Bei den Wahlen 2021 schafften sowohl ČSSD, als auch KSČM erstmals in der Geschichte der beiden Parteien den Einzug ins Abgeordnetenhaus nicht.
- KSČM: 15
- ČSSD: 15
- Piráti: 22
- ANO: 78
- KDU: 10
- STAN: 6
- TOP 09: 7
- ODS: 25
- SPD: 22

| Name            | 31. Mai/1. Juni 1996 | 19./20. Juni 1998 | 14./15. Juni 2002 | 2./3. Juni 2006 | 28./29. Mai 2010 | 25./26. Oktober 2013 | 20./21. Oktober 2017 |
| --------------- | -------------------- | ----------------- | ----------------- | --------------- | ---------------- | -------------------- | -------------------- |
| ČSSD            | 26,44 %              | 32,31 %           | 30,20 %           | 32,32 %         | 22,09 %          | 20,45 %              | 7,27 %               |
| ODS             | 29,62 %              | 27,74 %           | 24,47 %           | 35,38 %         | 20,22 %          | 7,72 %               | 11,32 %              |
| TOP 09          | -                    | -                 | -                 | -               | 16,71 %          | 11,99 %1)            | 5,31 %               |
| KSČM            | 10,33 %              | 11,03 %           | 18,51 %           | 12,81 %         | 11,27 %          | 14,91 %              | 7,76 %               |
| Věci veřejné    | -                    | -                 | -                 | -               | 10,88 %          | -                    | -                    |
| KDU-ČSL         | 8,08 %               | 9,00 %            | 14,27 %2)         | 7,22 %          | 4,88 %           | 6,78 %               | 5,80 %               |
| SZ              | -                    | 1,12 %            | 2,36 %            | 6,29 %          | 2,44 %           | 3,19 %               | 1,46 %               |
| ANO 2011        | -                    | -                 | -                 | -               | -                | 18,65 %              | 29,64 %              |
| Úsvit           | -                    | -                 | -                 | -               | -                | 6,88 %               | -                    |
| SPD             | -                    | -                 | -                 | -               | -                | -                    | 10,64 %              |
| STAN            | -                    | -                 | -                 | -               | -                | -1)                  | 5,18 %               |
| Piraten         | -                    | -                 | -                 | -               | 0,80 %           | 2,66 %               | 10,79 %              |
| Sonstige        | 25,53 %              | 18,80 %           | 10,19 %           | 5,98 %          | 11,20 %          | 6,64 %               | 4,83 %               |
| Wahlbeteiligung | 76,41 %              | 74,03 %           | 58,00 %           | 64,47 %         | 62,55 %          | 59,48 %              | 60,84 %              |

1) TOP 09 trat zur Parlamentswahl 2013 in einer Koalition mit der STAN an.
2) Die KDU-ČSL trat zur Parlamentswahl 2002 in einer Koalition mit der US-DEU an.

## Präsidenten des Abgeordnetenhauses

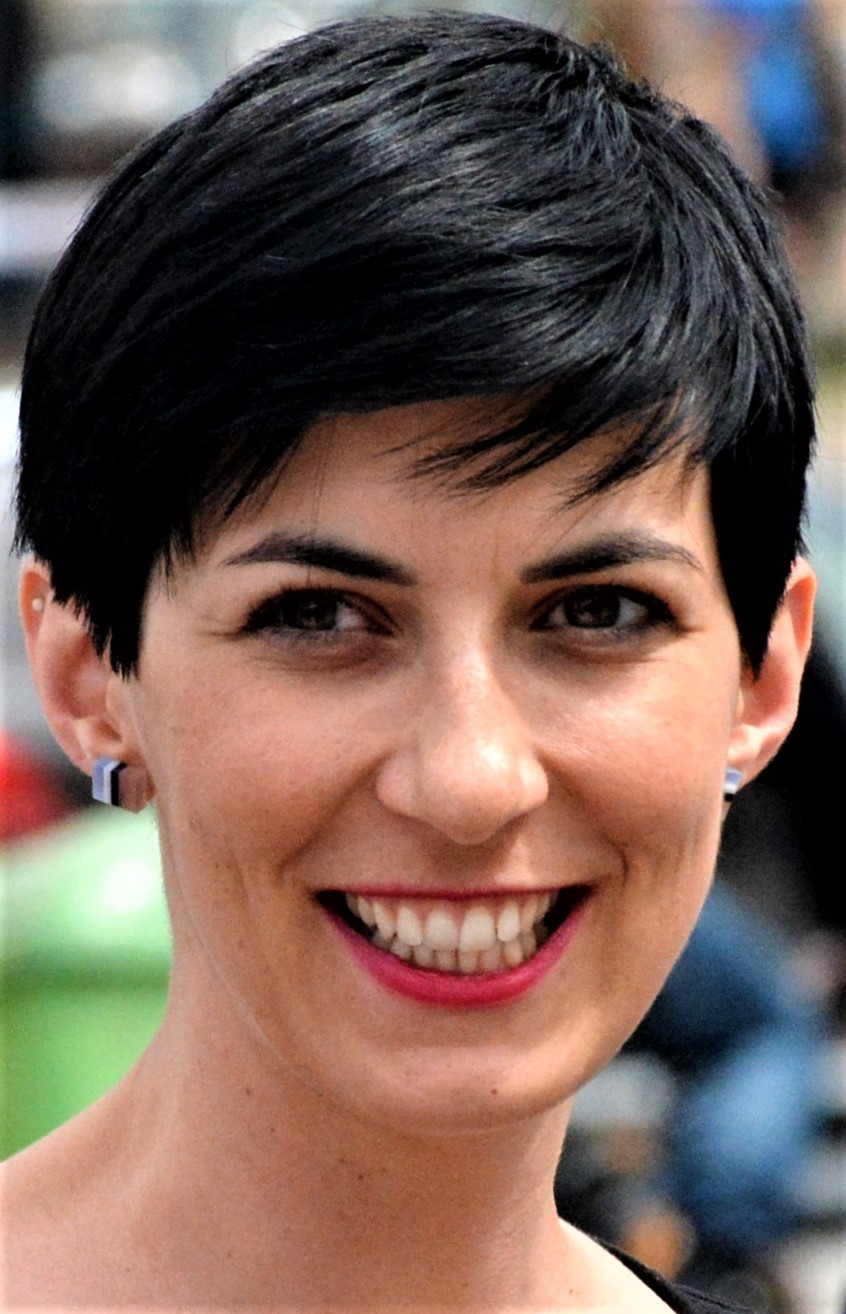
Markéta Pekarová Adamová (2018)

- Milan Uhde (ODS) 30. Juni 1992 – 27. Juni 1996
- Miloš Zeman (ČSSD) 27. Juni 1996 – 17. Juli 1998
- Václav Klaus (ODS) 17. Juli 1998 – 11. Juli 2002
- Lubomír Zaorálek (ČSSD) 11. Juli 2002 – 14. August 2006
- Miloslav Vlček (ČSSD) 14. August 2006 – 22. April 2010[4]
- Miroslava Němcová (ODS) 24. April 2010 – 28. August 2013
- Jan Hamáček (ČSSD)  27. November 2013 – 22. November 2017
- Radek Vondráček (ANO) 22. November 2017 – 10. November 2021
- Markéta Pekarová Adamová (TOP 09) seit 10. November 2021